# セルゲイ・クドリャフツェフ
セルゲイ・アレクサンドロヴィチ・クドリャフツェフ（ロシア語: Сергей Александрович Кудрявцев, ラテン文字転写: Sergei Aleksandrovich Kudryavtsev, 1903年 - 1938年4月25日）は、ソビエト連邦の政治家。

## 生涯
1903年、ロシア帝国トヴェリ県ニヴィに生まれた。実科学校を卒業して1919年からボリシェヴィキに加盟し、同年から1924年にかけてロシア・コムソモール・トヴェリ県ベジェツク郡 (ru) 委員会議長、ウクライナ・コムソモール・ハリコフ県委責任書記、アルメニア・コムソモール中央委組織部部長、アブハジア・コムソモール中央委責任書記、ロシア・コムソモール・ザカフカース地方委責任書記、中央委 (ru) 責任教官を歴任。1924年から1926年までは中央委ウラル局組織部部長、同年から翌1927年までは赤軍で働いた。
1927年からはグルジア共産党チフリス市委教官および部長、南オセチア自治州委組織部部長、1929年から翌1930年までは自治州委責任書記を務めた。その後は、中央委組織部部長、1930年から翌1931年までは全連邦共産党クリミア自治社会主義ソビエト共和国ケルチ市委責任書記、1933年2月までザカフカース地方委組織・指導部部長、同月からアゼルバイジャン共産党中央委組織・指導部部長、9月19日から12月10日まで中央委第三書記、同日から翌1934年まで第二書記、同年5月31日から翌1936年9月まで連邦党ザカフカース地方委第二書記を務めた。
同月21日から翌1937年2月5日までウクライナ共産党ハリコフ州委第一書記、同年1月16日から9月まではキエフ州委第一書記に就き、1月8日からは中央委政治局員、6月3日からは中央委組織局員、1937年9月26日からは中央委第二書記を歴任した。第10回・第14回・第16回・第17回の連邦党大会と第13回 (uk) のウクライナ党大会にも出席し、キエフではヨシフ・スターリンとラーザリ・カガノーヴィチの命によってパーヴェル・ポストゥイシェフ派の「トロツキズム」に攻撃を加え、その他多数の「人民の敵」の処刑に加担した。しかし、自身も1937年10月13日に逮捕され、翌1938年1月27日にはウクライナ党中央委員・政治局員・組織局員・第二書記の全ての職を解かれた。その後、連邦最高裁軍事参議会によって死刑判決を下され4月25日に処刑されたが、1956年に名誉回復がなされた。